# Уорд-Бакстер, Мейтленд
Ме́йтленд Уо́рд-Ба́кстер (англ. Maitland Ward Baxter), имя при рождении — Э́шли Ме́йтленд Уэ́лкос (англ. Ashley Maitland Welkos; 3 февраля 1977, Лонг-Бич, Калифорния, США) — американская актриса

, фотомодель, косплеер и порноактриса.

## Биография
Мейтленд Уорд-Бакстер, урождённая Эшли Мейтленд Уэлкос, родилась 3 февраля 1977 года в Лонг-Биче (штат Калифорния, США). Она сменила имя в начале карьеры, так как имя Эшли было очень распространённым. Уорд окончила Университет штата Калифорния, где была членом Сигма Каппы.
Мейтленд дебютировала на телевидении в 1994 году, начав играть роль Джессики Форрестер в мыльной опере «Дерзкие и красивые» и всего сыграла в 12 эпизодах до ухода из шоу в 1996 году. Она получила эту роль, когда оканчивала старшую школу. К 2007 году Уорд-Бакстер сыграла в 11 сериалах и фильмах, после чего на 8 лет ушла из карьеры, вернувшись к работе в 2015 году. Она публикует обнажённые или полуобнаженные фотографии себя в Snapchat и Instagram несколько раз в неделю с середины 2013 года, которые получили широкое распространение в сети Интернет.
В июле 2019 года Мейтленд подписывает контракт с агентством талантов Society 15, которое специализируется в области порноиндустрии, и начинает сниматься в порнофильмах.
В январе 2020 года Мейтленд становится лауреатом порнографической премии XBIZ Award в трёх категориях: «Кроссовер-звезда года», «Лучшая актриса — полнометражный фильм» (за фильм Drive) и «Лучшая сцена секса — полнометражный фильм» (за сцену триолизма с участием Айви Лебелль и Мануэля Феррары). В этом же месяце одерживает победу во всех основных категориях, в которых была номинирована на AVN Awards: «Лучшая актриса второго плана» (Drive) и «Лучшая сцена триолизма (Д/Д/П)». Также по результатам голосования побеждает в категории «Любимый вебкам-косплеер».
За фильм Muse производства студии Deeper Мейтленд в середине января 2021 года была удостоена премии XBIZ Award в следующих категориях: «Лучшее актёрское исполнение — ведущая роль» и «Лучшая сцена секса — полнометражный фильм». В этом же месяце награждена AVN Awards в двух категориях: «Лучшая ведущая актриса» (Muse) и «Лучшая сцена секса парень/девушка» (Mistress Maitland). В октябре 2021 года объявлена лауреатом премии XRCO Award в категории «Лучшая актриса» (за фильм Muse). За ведущую роль в сиквеле к фильму Muse Мейтленд в январе 2022 года была вновь признана лучшей актрисой по версии XBIZ Award. За эту же роль Уорд в мае 2022 года второй раз была отмечена премией XRCO Award.
В январе 2023 года, на 40-й ежегодной церемонии награждения премии AVN Awards, Мейтленд одержала победу в двух категориях: «Лучшая ведущая актриса» (за фильм Drift) и «Мейнстрим-предприятие года» (за мемуары Rated X: How Porn Liberated Me From Hollywood). В мае 2023 года третий год подряд одержала победу в категории «Лучшая актриса» премии XRCO Award.

## Личная жизнь
С 21 октября 2006 года Мейтленд замужем за агентом по недвижимости Терри Бакстером.

## Фильмография
| Год       |    | Русское название          | Оригинальное название      | Роль                          |
| --------- | -- | ------------------------- | -------------------------- | ----------------------------- |
| 1994—1996 | с  | Дерзкие и красивые        | The Bold and the Beautiful | Джессика Форрестер            |
| 1997      | тф | Убийство мистера Гриффина | Killing Mr. Griffin        | Кэндис Ли                     |
| 1998      | с  | Школа США                 | USA High                   | Тина                          |
| 1998      | с  | Большой ремонт            | Home Improvement           | Кристи                        |
| 1998      | ф  | Смелое дело               | A Bold Affair              | Элинор                        |
| 1998—2000 | с  | Парень познаёт мир        | Boy Meets World            | Рейчел МакГуайр / регистратор |
| 2000      | ф  | Блюдо для собак           | Dish Dogs                  | Молли                         |
| 2002      | с  | Бостонская школа          | Boston Public              | Рейчел Ньюман                 |
| 2004      | ф  | Белые цыпочки             | White Chicks               | Бриттани Уилсон               |
| 2005      | с  | Вне практики              | Out of Practice            | Стейси                        |
| 2007      | с  | Правила совместной жизни  | Rules of Engagement        | Дэни                          |
|           | ф  | Идеальный хаос            | A Perfect Chaos            | Максин Ландри                 |

## Награды и номинации
| Список наград и номинаций | Список наград и номинаций | Список наград и номинаций | Список наград и номинаций | Список наград и номинаций                               |
| Год                       | Награда                   | Результат                 | Категория | Фильм                                                   |
| ------------------------- | ------------------------- | ------------------------- | --- | ------------------------------------------------------- |
| 1995                      | «Дайджест мыльных опер»   | Номинация                 | Выдающийся женский дебют | «Дерзкие и красивые»                                    |
| 1995                      | «Молодой актёр»           | Победа                    | Лучшая игра молодой актрисы в дневном сериале | «Дерзкие и красивые»                                    |
| 1996                      | «Молодой актёр»           | Номинация                 | Лучшая игра молодой актрисы в дневном сериале | «Дерзкие и красивые»                                    |
| 2020                      | AltPorn Award             | Победа                    | Лучший вебкам-косплеер (выбор поклонников) | н/д                                                     |
| 2020                      | AVN Award                 | Победа                    | Лучшая актриса второго плана | Drive                                                   |
| 2020                      | AVN Award                 | Победа                    | Лучшая сцена триолизма (Д/Д/П) (вместе с Айви Лебелль и Мануэлем Феррарой) | Drive                                                   |
| 2020                      | AVN Award                 | Победа                    | Награда поклонников: любимый вебкам-косплеер | н/д                                                     |
| 2020                      | AVN Award                 | Номинация                 | Награда поклонников: самый горячий новичок | н/д                                                     |
| 2020                      | Fleshbot Award            | Номинация                 | Исполнительница года | н/д                                                     |
| 2020                      | Fleshbot Award            | Победа                    | Лучшая персона в социальных медиа | н/д                                                     |
| 2020                      | NightMoves Award          | Победа                    | Лучшая актриса (выбор редакции) | н/д                                                     |
| 2020                      | Spank Bank Award          | Победа                    | Ravishing Redhead of the Year | н/д                                                     |
| 2020                      | Spank Bank Award          | Победа                    | Threesome Savant of the Year | н/д                                                     |
| 2020                      | XBIZ Award                | Победа                    | Кроссовер-звезда года | н/д                                                     |
| 2020                      | XBIZ Award                | Победа                    | Лучшая актриса — полнометражный фильм | Drive                                                   |
| 2020                      | XBIZ Award                | Номинация                 | Лучшая новая старлетка | н/д                                                     |
| 2020                      | XBIZ Award                | Победа                    | Лучшая сцена секса — полнометражный фильм (вместе с Айви Лебелль и Мануэлем Феррарой) | Drive                                                   |
| 2020                      | XBIZ Cam Award            | Победа                    | Лучшая премиум-социальная медиазвезда — женщина | н/д                                                     |
| 2020                      | XCritic Award             | Победа                    | Лучшая актриса | Muse                                                    |
| 2020                      | XCritic Award             | Номинация                 | Лучшая исполнительница | н/д                                                     |
| 2020                      | XRCO Award                | Номинация                 | Лучшая актриса | Drive                                                   |
| 2020                      | XRCO Award                | Номинация                 | Новая старлетка года | н/д                                                     |
| 2021                      | AltPorn Award             | Номинация                 | Лучшая исполнительница года | н/д                                                     |
| 2021                      | AVN Award                 | Победа                    | Лучшая ведущая актриса | Muse                                                    |
| 2021                      | AVN Award                 | Номинация                 | Лучшая сцена группового секса (вместе с Адрианой Чечик, Айзеей Максвеллом и Слаем Дигглером) | Muse                                                    |
| 2021                      | AVN Award                 | Победа                    | Лучшая сцена секса парень/девушка (вместе с Прешером) | Higher Power (из Mistress Maitland)                     |
| 2021                      | AVN Award                 | Номинация                 | Награда поклонников: любимая порнозвезда (женщина) | н/д                                                     |
| 2021                      | AVN Award                 | Номинация                 | Награда поклонников: самые впечатляющие сиськи | н/д                                                     |
| 2021                      | AVN Award                 | Номинация                 | Награда поклонников: социальная медиазвезда | н/д                                                     |
| 2021                      | Fleshbot Award            | Номинация                 | Исполнительница года | н/д                                                     |
| 2021                      | Fleshbot Award            | Номинация                 | Лучшая анальная сцена (вместе с Миком Блу и Эмили Уиллис) | Mistress Maitland 2: Safety In Numbers                  |
| 2021                      | Fleshbot Award            | Номинация                 | Лучшая сцена группового секса (вместе с Кайден Кросс и Троем Франсиско) | Mistress Maitland 2                                     |
| 2021                      | Fleshbot Award            | Номинация                 | Лучшая трансгендерная сцена группового секса (вместе с Дестини Крус, Обри Кейт и Пирсом Пэрисом) | Muse 2                                                  |
| 2021                      | NightMoves Award          | Номинация                 | Лучшая актриса | н/д                                                     |
| 2021                      | XBIZ Award                | Номинация                 | Исполнительница года | н/д                                                     |
| 2021                      | XBIZ Award                | Номинация                 | Лучшая сцена секса — полнометражный фильм (вместе с Прешером) | Mistress Maitland                                       |
| 2021                      | XBIZ Award                | Победа                    | Лучшая сцена секса — полнометражный фильм (вместе с Адрианой Чечик, Айзеей Максвеллом и Слаем Дигглером) | Muse                                                    |
| 2021                      | XBIZ Award                | Номинация                 | Лучшее актёрское исполнение — ведущая роль | Mistress Maitland                                       |
| 2021                      | XBIZ Award                | Победа                    | Лучшее актёрское исполнение — ведущая роль | Muse                                                    |
| 2021                      | XBIZ Award                | Номинация                 | Премиум-социальная медиазвезда года | н/д                                                     |
| 2021                      | XBIZ Cam Award            | Номинация                 | Лучшая премиум-социальная медиазвезда — женщина | н/д                                                     |
| 2021                      | XCritic Award             | Победа                    | Лучшая актриса | Muse 2                                                  |
| 2021                      | XRCO Award                | Победа                    | Лучшая актриса | Muse                                                    |
| 2021                      | XRCO Award                | Номинация                 | Любимица года | н/д                                                     |
| 2022                      | AltPorn Award             | Номинация                 | Лучшая исполнительница года | н/д                                                     |
| 2022                      | AVN Award                 | Номинация                 | Лучшая анальная сцена (вместе с Мануэлем Феррарой) | Muse: Continuum (из Muse Season 1 Director’s Cut)       |
| 2022                      | AVN Award                 | Номинация                 | Лучшая ведущая актриса | Muse Season 2                                           |
| 2022                      | AVN Award                 | Номинация                 | Лучшая гэнгбэнг-сцена (вместе с Алексом Джонсом, Дэнни Маунтином, Робом Пайпером и Уиллом Паундером) | Break the Cycle (из Muse Season 2)                      |
| 2022                      | AVN Award                 | Номинация                 | Лучшая сцена секса вчетвером/оргии (вместе с Айзеей Максвеллом, Жасмин Уайлд, Лулу Чу и Эйприл Олсен) | Teeth (из Mistress Maitland 2)                          |
| 2022                      | Fleshbot Award            | Номинация                 | Исполнительница года | н/д                                                     |
| 2022                      | Fleshbot Award            | Номинация                 | Лучшая персона в социальных медиа | н/д                                                     |
| 2022                      | Fleshbot Award            | Номинация                 | Лучшее присутствие на фан-сайте | н/д                                                     |
| 2022                      | NightMoves Award          | Номинация                 | Лучшая актриса | н/д                                                     |
| 2022                      | XBIZ Award                | Победа                    | Исполнитель года (инклюзивная категория) | н/д                                                     |
| 2022                      | XBIZ Award                | Номинация                 | Лучшая сцена секса — полнометражный фильм (вместе с Алексом Джонсом, Дэнни Маунтином, Робом Пайпером и Уиллом Паундером) | Muse 2                                                  |
| 2022                      | XBIZ Award                | Номинация                 | Лучшая сцена секса — фильм-шоу с исполнителем (вместе с Айзеей Максвеллом, Жасмин Уайлд, Лулу Чу и Эйприл Олсен) | Mistress Maitland 2                                     |
| 2022                      | XBIZ Award                | Победа                    | Лучшее актёрское исполнение — ведущая роль | Muse 2                                                  |
| 2022                      | XBIZ Award                | Номинация                 | Премиум-социальная медиазвезда года | н/д                                                     |
| 2022                      | XRCO Award                | Победа                    | Лучшая актриса | Muse Season 2                                           |
| 2023                      | AVN Award                 | Победа                    | Лучшая ведущая актриса | Drift                                                   |
| 2023                      | AVN Award                 | Номинация                 | Лучшая сцена секса вчетвером/оргии (вместе с Анджелой Уайт, Джадой Кай, Джесси Сэйнт, Кензи Энн, Кенной Джеймс, Лэйси Лондон, Мази «Грешником», Мануэлем Феррарой, Миком Блу, Морган Ли, Оливером Флинном и Септембер Рейн) | Sex Without Love (из Poetics for Tramps)                |
| 2023                      | AVN Award                 | Победа                    | Мейнстрим-предприятие года | Rated X: How Porn Liberated Me From Hollywood (мемуары) |
| 2023                      | AVN Award                 | Номинация                 | Мейнстрим-предприятие года (вместе с Джианной Диор и Эмили Уиллис) | Vixen Hollywood Billboard Campaign                      |
| 2023                      | XBIZ Award                | Номинация                 | Лучшая сцена секса — виньетка (вместе с Анджелой Уайт, Джесси Сэйнт, Кензи Энн, Кенной Джеймс, Лэйси Лондон, Мази «Грешником», Мануэлем Феррарой, Миком Блу, Морган Ли, Оливером Флинном и Септембер Рейн)                  | Poetics for Tramps                                      |
| 2023                      | XBIZ Award                | Номинация                 | Лучшая сцена секса — короткометражный фильм (вместе с Джесси Сэйнт, Кензи Энн, Кенной Джеймс, Лэйси Лондон, Мази «Грешником», Мануэлем Феррарой, Миком Блу, Морган Ли, Оливером Флинном и Септембер Рейн)                   | Sex Without Love                                        |
| 2023                      | XBIZ Award                | Номинация                 | Лучшая сцена секса — первое за карьеру выступление (вместе с Миком Блу и Сетом Гэмблом) | Drift                                                   |
| 2023                      | XBIZ Award                | Победа                    | Лучшая сцена секса — полнометражный фильм (вместе с Миком Блу и Сетом Гэмблом) | Drift                                                   |
| 2023                      | XBIZ Award                | Номинация                 | Лучшее актёрское исполнение — ведущая роль | Drift                                                   |
| 2023                      | XRCO Award                | Победа                    | Лучшая актриса | Drift                                                   |
| 2024                      | AVN Award                 | Победа                    | Лучшая актриса — короткометражный фильм | Casting Couch (из My DP 6)                              |
| 2024                      | XBIZ Award                | Номинация                 | Лучшая сцена секса — виньетка (вместе с Айзеей Максвеллом) | Fame                                                    |
| 2024                      | XRCO Award                | Номинация                 | MILF года | н/д                                                     |
| 2025                      | AVN Award                 | Победа                    | Лучшая актриса — короткометражный фильм | Pigeonholed (из The Predatory Woman 2)                  |
| 2025                      | AVN Award                 | Номинация                 | Лучшая ведущая актриса | American MILF                                           |
| 2025                      | AVN Award                 | Номинация                 | Лучшая командная сцена (вместе с Бенцем Брауном и Джеем Хефнером) | Wicked Game                                             |
| 2025                      | AVN Award                 | Номинация                 | Лучшая сцена секса вчетвером/оргии (вместе с Брэнди Лав, Джейсоном Лавом, Кристи Кэнион, Серенити Кокс и Феникс Мари) | American MILF Episode 5                                 |
| 2025                      | Pornhub Award             | Номинация                 | Любимая MILF (награда поклонников) | н/д                                                     |
| 2025                      | XMA Award                 | Победа                    | Лучшая сцена секса — комедийный фильм (вместе с Брэнди Лав, Джейсоном Лавом, Кристи Кэнион, Серенити Кокс и Феникс Мари) | American MILF                                           |
| 2025                      | XMA Award                 | Победа                    | Лучшее актёрское исполнение — ведущая роль | American MILF                                           |
| 2025                      | XMA Award                 | Номинация                 | Создатель года — премиум-социальный | н/д                                                     |
| 2025                      | XRCO Award                | Номинация                 | Лучшая актриса | American MILF                                           |
| 2025                      | XRCO Award                | Номинация                 | MILF года | н/д                                                     |